# Крых, Юрий Дмитриевич
Юрий Дмитриевич Крых (1907, Люблинская губерния — 1991, Ивано-Франковск) — украинский скрипач, дирижер оркестра, педагог, профессор. Депутат Верховного Совета СССР 1 созыва (с 1940 года).

## Биография
Родился 23 марта 1907 года[по какому календарю?] в селе Рогузское Томашевского уезда Люблинской губернии.
В 1914—1922 учился в городе Гадяче Полтавской губернии, куда переехала его семья.
В 1922 году переехал во Львов и в том же году начал учиться в филиале Высшего музыкального института имени Николая Лысенко в городе Перемышле. В 1928 году окончил класс игры на скрипке и дирижирования Львовской консерватории; остался работать в ней ассистентом.
С 1930 года — преподаватель класса скрипки и теоретических дисциплин в музыкальных школах Тернополя. В 1933—1934 годах совершенствовал музыкальное мастерство у Жака Тибо в Париже, был участником международного конкурса скрипачей. Вернувшись в Тернополь, продолжил преподавать музыку в школах и гимназии «Родной школы», сотрудничал в музыкальном обществе «Бояна», дирижировал оркестром Тернопольской украинской гимназии. Концертировал в сопровождении жены в Тернополе, Чорткове, Львове и других городах Галичины.
В октябре 1939 года стал делегатом Народного Собрания Западной Украины. В 1939—1941 — директор Тернопольской музыкальной школы для детей, вечерней общеобразовательной школы для взрослых, дирижер оркестра Тернопольского драматического театра имени Ивана Франко. В это же время к нему попала скрипка Страдивари, которую он прятал от фашистов во время войны.
26 июля 1941 года был арестован немецким гестапо, но вскоре освобожден. В 1941—1944 годах находился во Львове, работал во Львовской музыкальной школе. В 1943—1944 годах выступал с концертами в Австрии, Германии, Франции, Чехии и Польше.
С июня 1944 года — заместитель начальника Львовского областного отдела искусств. В 1944—1950 годах — заместитель директора, проректор по научно-учебной работе Львовской государственной консерватории имени Николая Лысенко. В 1950—1958 годах — профессор Киевской консерватории. В 1958—1960 годах — заведующий кафедрой музыки Бердичевского педагогического института.
В 1960—1990 профессор, заведующий кафедрой музыки Ивано-Франковского педагогического института. Соавтор пособия «Школа игры на скрипке»(1968), автор 30 научных статей.
Был дважды женат.
При возвращении из Киева 8 февраля 1991 года на привокзальной площади Ивано-Франковска был сбит такси; 22 февраля скончался в реанимации. Похоронен на кладбище в селе Крыховцы.